# Non ti cambierei
Non ti cambierei è un singolo del cantautore italiano Renato Zero, pubblicato il 9 giugno 2023 come primo estratto del trentatreesimo album in studio Autoritratto.

## Il singolo
Il brano è stato presentato per la prima volta il 18 maggio del 2023 durante l’evento Al Bano - 4 Volte 20 e realizzato in occasione dell’ottantesimo compleanno del collega Al Bano; il brano venne poi pubblicato come singolo il successivo 9 giugno tramite download digitale dal sito internet ufficiale del cantante, devolvendone il ricavato in favore della popolazione colpita dall'alluvione dell'Emilia-Romagna del 2023. Il singolo è stato infine inserito nell'album Autoritratto, pubblicato l'8 dicembre 2023.

## Tracce
Download digitale e streaming
1. Non ti cambierei – 3:42